# シェドゥーア・サンダース
シェドゥーア・ディオン・サンダース（Shedeur Deion Sanders, 2002年2月7日 - ）は、アメリカ合衆国テキサス州タイラー出身のアメリカンフットボール選手。NFLのクリーブランド・ブラウンズに所属している。ポジションはクォーターバック。父はNFL、MLBで活躍したディオン・サンダースで、兄はNFL選手のシャイロ・サンダース。

## 経歴

### ハイスクール
父のディオンがオフェンシブコーディネーターを務めるトリニティ・クリスチャンスクールに進学し、4年目のシーズンに3,702パス獲得ヤード、43のパッシングTDを記録した。
卒業後はフロリダ・アトランティック大学へ進学予定だったが後に撤回し、ディオンがヘッドコーチに就任したジャクソン州立大学へ進学した。

### カレッジ

#### ジャクソンステート
2021年シーズンから先発を務め、13試合に出場して3,231パス獲得ヤード、30のパッシングTD、8つのインターセプトを記録。カレッジで最も優れた新入生に贈られるジェリー・ライス賞を受賞した。HBCUの選手がこの賞を受賞するのは史上初であった。
2022年シーズンは13試合に出場して3,732パス獲得ヤード、40のパッシングTD、6つのインターセプトを記録し、サウスウェスタン・アスレチック・カンファレンスの最優秀攻撃選手賞を受賞した。

#### コロラド
2022年シーズン終了後にディオンが新たにコロラド大学のヘッドコーチに就任すると、自身もそれを追って同大学へ転校した。
2023年シーズン、TCUとの開幕戦で47本中38本のパスを成功させて510パス獲得ヤード、4つのパッシングTDを記録し、試合は45-42で勝利した。シーズンでは11試合に出場して3,230パス獲得ヤード、27のパッシングTD、3つのインターセプトを記録したが、チーム成績は4勝7敗と不振だった。
2024年シーズンは12試合に出場して3,926パス獲得ヤード、35のパッシンクTD、8つのインターセプトを記録し、ビッグ12カンファレンスの最優秀攻撃選手賞を受賞した。

#### 個人成績
| シーズン           | 試合               | 試合               | 試合               | パス               | パス               | パス               | パス               | パス               | パス               | パス               | パス               | ラン               | ラン               | ラン               | ラン               | ラン |
| シーズン           | 試合               | 先発               | 記録               | 成功               | 試投               | 成功 確率          | ヤード             | 平均               | TD                 | Int                | レー ティ ング     | 回数               | ヤード             | 平均               | TD                 |      |
| ジャクソンステート | ジャクソンステート | ジャクソンステート | ジャクソンステート | ジャクソンステート | ジャクソンステート | ジャクソンステート | ジャクソンステート | ジャクソンステート | ジャクソンステート | ジャクソンステート | ジャクソンステート | ジャクソンステート | ジャクソンステート | ジャクソンステート | ジャクソンステート |      |
| ------------------ | ------------------ | ------------------ | ------------------ | ------------------ | ------------------ | ------------------ | ------------------ | ------------------ | ------------------ | ------------------ | ------------------ | ------------------ | ------------------ | ------------------ | ------------------ | ---- |
| 2021               | 13                 | 13                 | 11−2               | 272                | 413                | 65.9               | 3,231              | 7.8                | 30                 | 8                  | 151.7              | 103                | −17                | −0.2               | 3                  |      |
| 2022               | 13                 | 13                 | 12−1               | 341                | 483                | 70.6               | 3,732              | 7.7                | 40                 | 6                  | 160.4              | 85                 | 173                | 2.0                | 6                  |      |
| コロラド           |                    |                    |                    |                    |                    |                    |                    |                    |                    |                    |                    |                    |                    |                    |                    |      |
| 2023               | 11                 | 11                 | 4−7                | 298                | 430                | 69.3               | 3,230              | 7.5                | 27                 | 3                  | 151.7              | 111                | −77                | −0.7               | 4                  |      |
| 2024               | 12                 | 12                 | 9−3                | 337                | 454                | 74.2               | 3,926              | 8.6                | 35                 | 8                  | 168.8              | 91                 | −16                | −0.2               | 4                  |      |
| 通算               | 49                 | 49                 | 36−13              | 1,248              | 1,780              | 70.1               | 14,119             | 7.9                | 132                | 25                 | 158.4              | 390                | 63                 | 0.2                | 17                 |      |